# Instituto de Investigaciones Marinas y Costeras José Benito Vives de Andréis
El Instituto de Investigaciones Marinas y Costeras José Benito Vives de Andréis" (INVEMAR) es una organización sin ánimo de lucro de investigación marina y costera ubicada en la ciudad de Santa Marta, Colombia. La organización está vinculada al Ministerio de Medio Ambiente.

## Historia

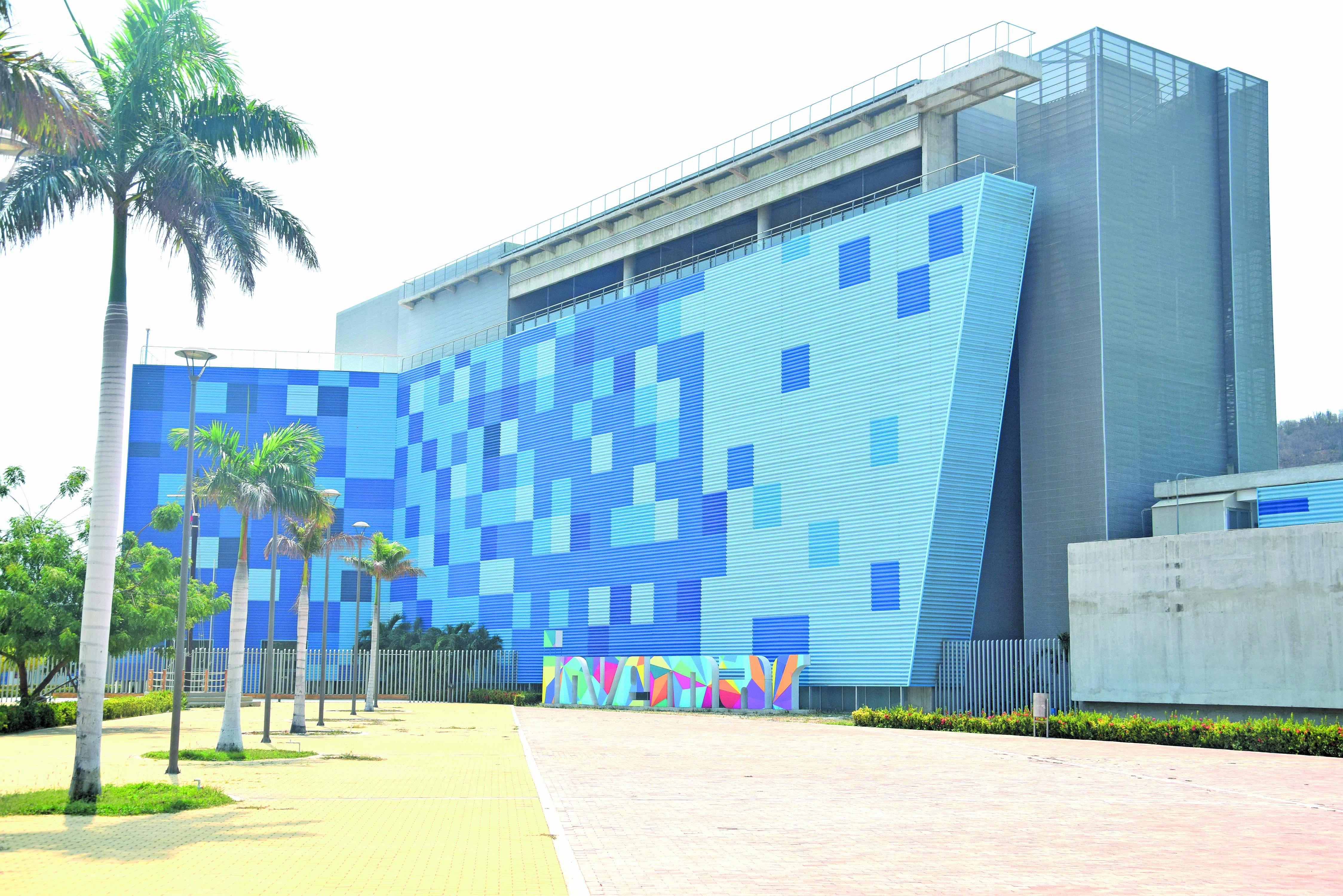
Sede del Instituto de Investigaciones Marinas y Costeras 'José Benito Vives De Andréis' (Invemar), en playa Salguero, Santa Marta.

En 1963, tres profesores de la Universidad de Justug Liebig de Giessen en Alemania que visitaron la ciudad costera de Santa Marta por invitación de la Universidad de los Andes, crearon un centro de investigaciones tropicales para estudiar el clima, la flora, la fauna y la geografía de la región. De esta manera se concretó el Instituto de Investigaciones Colombo-Alemán de Punta Betín (ICAL). El 22 de diciembre de 1993 se convirtió en el Instituto de Investigaciones Marinas y Costeras José Benito Vives de Andréis en honor al político y empresario samario José Benito Vives. A partir de entonces, y con fondos recaudados gracias a varias iniciativas de fundaciones nacionales e internacionales, el INVEMAR ha continuado realizando proyectos de investigación sobre la conservación de la vida marina en las costas del departamento del Magdalena.

## Referencias

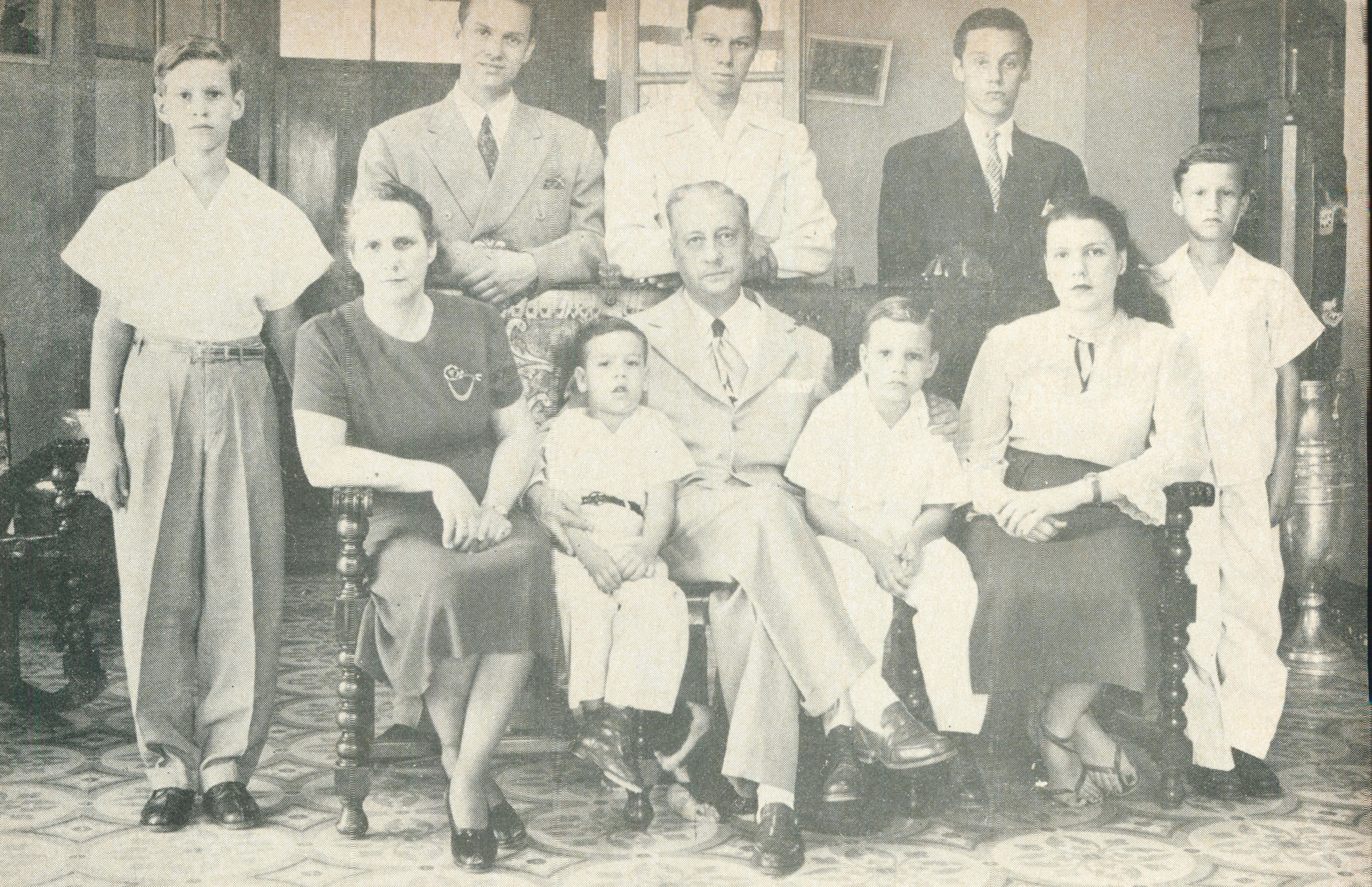
José Benito Vives de Andréis y su familia